# 이종세간
- 2종세간(二種世間): 중생(衆生)과 비중생(非衆生)
- 2종세간(二種世間): 유정세간(有情世間)과 기세간(器世間)

## 중생과 비중생
2종세간(二種世間,
영어: two kinds of worlds)은 《대지도론》 제2권에 따르면, 중생(衆生)과 비중생(非衆生)을 말한다. 즉 유정(有情)과 비유정(非有情)을 말한다. 부처 또는 여래는 2종세간을 모두 안다[知, 解]는 뜻에서 지세간(知世間) 즉 세간해(世間解)라는 호칭으로도 불린다. 지세간 즉 세간해는 여래10호 가운데 하나이다.

## 유정세간과 기세간
2종세간(二種世間,
영어: two kinds of worlds)은 《구사론》 제8권 등에 따르면, 유정세간(有情世間)과 기세간(器世間)을 말한다.
유정세간(有情世間,
산스크리트어: sattva-loka,
sattva-dhātu,
영어: sentient world,
world of sentient beings)은 중생세간(衆生世間)이라고도 하며 모든 유정을 말한다.
기세간(器世間,
산스크리트어: bhājana-loka,
bhājana,
영어: receptacle world,
natural world,
physical world)은 유정을 수용하는, 산하대지(山河大地) 등의 자연이 포함된 공간 또는 시스템[器: 그릇, 접시, 기구, 기관, 공간, 界]이라는 뜻으로, 유정이 거주하는 갖가지 세계(世界)를 말한다.
기세간은 기세계(器世界) · 기계(器界) · 기세(器世) 또는 기(器)라고도 한다. 또한 다른 전통적인 불교 용어로 국토(國土, 산스크리트어: ksetra)라고도 한다.

## 같이 보기
- 세간
- 3종세간
- 5종세간

## 참고 문헌
- 곽철환 (2003). 《시공 불교사전》. 시공사 / 네이버 지식백과. |title=에 외부 링크가 있음 (도움말)
- * 미륵 지음, 현장 한역, 강명희 번역 (K.614, T.1579). 《유가사지론》. 한글대장경 검색시스템 - 전자불전연구소 / 동국역경원. K.570(15-465), T.1579(30-279). |title=에 외부 링크가 있음 (도움말)

세친 지음, 현장 한역, 권오민 번역 (K.955, T.1558). 《아비달마구사론》. 한글대장경 검색시스템 - 전자불전연구소 / 동국역경원. K.955(27-453), T.1558(29-1). |title=에 외부 링크가 있음 (도움말)
- 운허.  동국역경원 편집, 편집. 《불교 사전》. |title=에 외부 링크가 있음 (도움말)
- (영어) DDB. 《Digital Dictionary of Buddhism (電子佛教辭典)》. Edited by A. Charles Muller. |title=에 외부 링크가 있음 (도움말)
- (중국어) 미륵 조, 현장 한역 (T.1579). 《유가사지론(瑜伽師地論)》. 대정신수대장경. T30, No. 1579. CBETA. |title=에 외부 링크가 있음 (도움말)
- (중국어) 佛門網. 《佛學辭典(불학사전)》. |title=에 외부 링크가 있음 (도움말)
- (중국어) 星雲. 《佛光大辭典(불광대사전)》 3판. |title=에 외부 링크가 있음 (도움말)
- (중국어) 세친 조, 현장 한역 (T.1558). 《아비달마구사론(阿毘達磨俱舍論)》. 대정신수대장경. T29, No. 1558, CBETA. |title=에 외부 링크가 있음 (도움말)